# スキャンダル -人生のターニングポイント-
『スキャンダル 〜人生のターニングポイント〜』（原題:Run This Town）は2019年に公開されたカナダのドラマ映画である。監督はリッキー・トールマン、主演はベン・プラットが務めた。本作はトールマンの長編映画監督デビュー作でもある。
本作は日本国内で劇場公開されなかったが、2021年1月6日よりデジタル配信される予定である。

## 概略
ブラム・シュライヴァーは社会にはびこる不正を何とかしたいという思いから、ジャーナリストを志すようになった。大学卒業後、シュライヴァーは地元紙の記者として採用されたが、彼に回ってくる仕事はクリック数を稼ぐための記事の執筆ばかりだったため、鬱屈した日々を送っていた。そんなある日、シュライヴァーはトロント市長、ロブ・フォードがコカインを使用しているとの情報を掴み、勇んで調査に乗り出した。その一方、彼の動きを察知した市長の部下たちはスキャンダルの隠蔽工作を開始した。

## キャスト
- ベン・プラット - ブラム・シュライヴァー
- ニーナ・ドブレフ - アシュリー・ポロック
- メナ・マスード - カマル・アラファ
- ダミアン・ルイス - ロブ・フォード
- ジェニファー・イーリー - ジュディス
- スコット・スピードマン - デヴィッド
- ギル・ベローズ - ローウィー刑事
- エマニュエル・カボンゴ - エイブ
- ハムザ・ハク - シャルマ刑事

## 製作
2018年3月26日、ベン・プラット、ニーナ・ドブレフ、メナ・マスード、ダミアン・ルイスの出演が決まったとの報道があった。4月4日、ジェニファー・イーリー、スコット・スピードマン、ギル・ベローズがキャスト入りした。同月、本作の主要撮影がトロントで始まった。ロブ・フォードを演じるに際して、ルイスは特殊メイクを施された上でボディスーツを着用した。2020年3月6日、本作のサウンドトラックが発売された。

## 公開・マーケティング
2019年3月9日、本作はサウス・バイ・サウスウェストでプレミア上映された。2020年1月24日、本作のティーザー・トレイラーが公開された。2月14日、本作のオフィシャル・トレイラーが公開された。
本作の全米配給を手掛けたオシロスコープはTwitter社と連携してプロモーション活動を行った。

## 評価
本作では、ブラム・シュライヴァーという男性記者がロブ・フォード市長のコカイン使用を調査・告発したかのように描写されているが、実際にそれを主導したのはロビン・ドゥーリトルという女性記者であった。そのため、「何故女優がやるべき役を男優にやらせるのか」という批判の声が多数上がり、ドゥーリトルも自身のTwitterにベン・プラットの起用に疑問を投げかけるツイートを投稿した。そうした批判に対し、プラットは「私が演じた役はドゥーリトル氏をモデルにしたものではなく、架空の新人記者です。また、映画自体も氏の活躍を描こうとしたものではなく、歴史的な出来事を題材にしたフィクション作品です」と弁明している。その後、トールマン監督もプラットと同じ趣旨のコメントを出した。
本作に対する批評家の評価は平凡なものに留まっている。映画批評集積サイトのRotten Tomatoesには36件のレビューがあり、批評家支持率は47%、平均点は10点満点で5.33点となっている。また、Metacriticには10件のレビューがあり、加重平均値は57/100となっている。